# Futsal (Special Olympics)
Futsal (Special Olympics) ist eine Sportart, die auf den Regeln von Futsal beruht und in Wettbewerben und Trainingseinheiten der Organisation Special Olympics weltweit für geistig und mehrfach beeinträchtigte Menschen angeboten wird. Futsal ist seit 2019 offizielle Sportart bei Special Olympics World Games.

## Allgemeines

Futsal-Piktogramm

Futsal wird in der Regel in einer Halle gespielt, bei Special Olympics aber auf Gras.
Bei nationalen Spielen von Special Olympics wird Futsal in Deutschland nicht angeboten (Stand 2021). Für die Nominierung zu den Weltspielen qualifizieren sich die deutschen Athleten deshalb über das Ergebnis im Fußball-Wettbewerb der Special Olympics, bei dem jedes Team aus sieben Mitgliedern besteht (7-a-Side). Der Hinweis darauf steht in der Ausschreibung zu den entsprechenden nationalen Spielen.

## Regeln

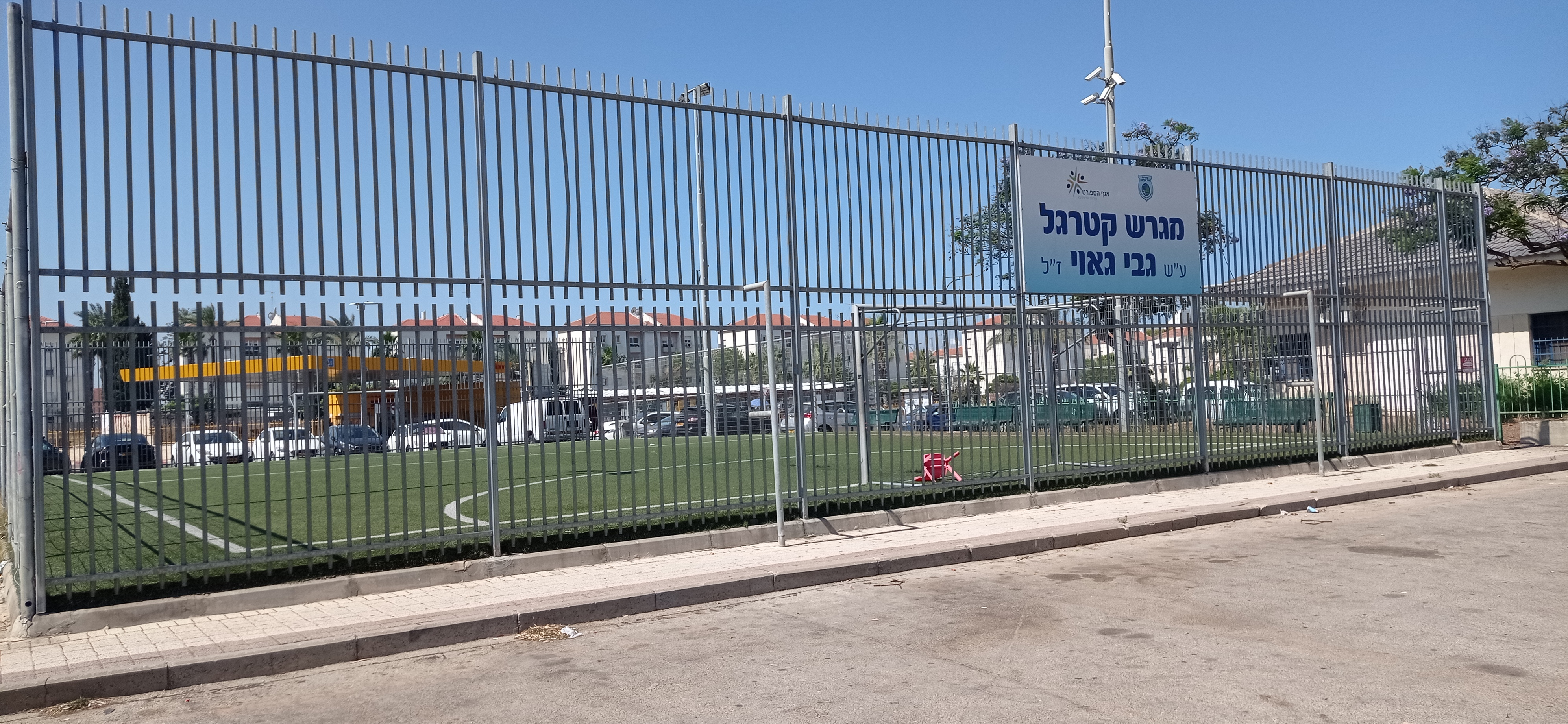
Futsal-Spielfeld in Israel

Die Special Olympics Regeln für diesen Wettbewerb entsprechen den aktuellen Regeln der FIFA für Futsal.
Wesentliche Unterschiede gegenüber Fußball sind:
- Der Ball unterscheidet sich in Größe und Beschaffenheit: Er ist kleiner und springt weniger.
- Wenn Torhüter den Ball zurückspielen, dürfen sie ihn nicht mit den Händen berühren.
- Jedes Team besteht aus fünf Spielern. Während eines Wettbewerbs dürfen pro Team maximal fünf und mindestens drei Spieler spielen.
- Die Feldgröße ähnelt der des Basketballfeldes.
- Es wird in zwei Halbzeiten zu je zwanzig Minuten gespielt.
- Pro Halbzeit hat jedes Team eine Auszeit.
- Ein- und Auswechslungen sind in unbegrenzter Anzahl möglich.

Bei Special-Olympics-Veranstaltungen ist Futsal eine der Sportarten, in denen Unified-Sports®-Wettbewerbe angeboten werden. Das bedeutet, dass Menschen mit und ohne Beeinträchtigung in einem Team zusammen spielen. Teammitglieder mit Beeinträchtigung nennt man Athleten, Teamangehörige ohne Beeinträchtigung Partner. Es sind nur die folgenden Kombinationen zulässig: Drei Athleten und zwei Partner oder zwei Athleten und zwei Partner oder zwei Athleten und ein Partner. Damit bietet Futsal gute Voraussetzungen für gelebte Inklusion.

## Internationale Futsal-Wettkämpfe

### Angebot bei Special Olympics World Games
Futsal ist seit 2019 bei Special Olympics World Games vertreten.
Bei den Special Olympics World Summer Games 2019 in Abu Dhabi fanden die Futsal-Wettbewerbe in der Zayed Sports City statt. Eine Silbermedaille im Unified-Wettbewerb ging an Special Olympics Belgien.
Zu den Special Olympics Sommerspielen 2023 wurden im Futsal Teamwettbewerbe für Frauen, Teamwettbewerbe für Männer und Unified-Sports®-Teamwettbewerbe für Männer angeboten. Dafür wurden 219 Athleten und 99 Unified-Partner erwartet. Das Futsal-Team Special Olympics Deutschland (Team SOD) bestand aus 32 Athleten, 8 Unified Sports®-Partner und 11 Personen, die sie trainierten. Nur für Fußball hatten sich im Team SOD mehr Personen qualifiziert. Die Wettbewerbe wurden auf den August-Bier-Plätzen im Olympiapark ausgetragen.

### Weitere internationale und nationale Futsal-Wettbewerbe
2022 fand in Rosdahl bei Brüssel der European Unified Futsal Christmas Cup 2022 statt. Es nahmen unter anderem Teams von Special Olympics Österreich, Special Olympics Luxemburg, Special Olympics Belgien und Special Olympics Slowenien teil. Special Olympics Belgien lag auf Platz 1, dahinter Special Olympics Österreich.
Kurz vor Jahresende 2022 organisierte Special Olympics Marokko auf nationaler Ebene die Coupe du Trône de Futsal Special Olympics.